# لاكريموسا (قداس الموت)

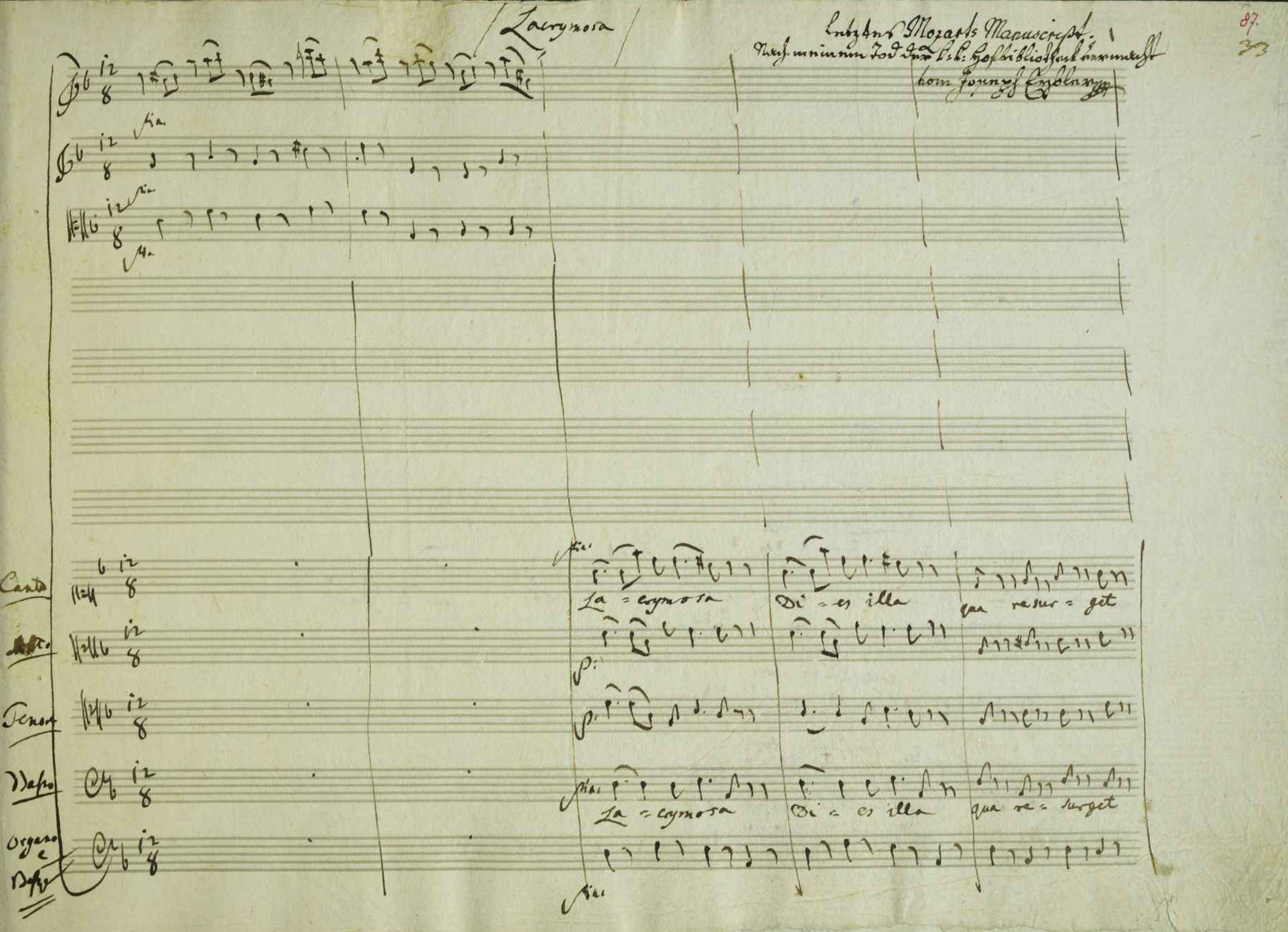
مخطوطة الصفحة الأخيرة من القداس

لاكريموسا (Lacrimosa) (كلمة لاتينية لوصف "النحاب") وهي أيضًا اسم مشتقة من كتاب سيدة الأحزان (بالإنجليزية: Our Lady of Sorrows)‏، وهو اللقب المعطى لمريم العذراء، وهو جزء من سلسلة Dies Irae في الروم الكاثوليك قداس الموتى. قام العديد من الملحنين، بما في ذلك موزارت وبيرليوز وفيردي بتعيين النص كحركة منفصلة لقداس الموتى.
| Lacrimosa dies illa Qua resurget ex favilla Judicandus homo reus. Huic ergo parce, Deus: Pie Jesu Domine, Dona eis requiem. Amen. | مليئ بالدموع سيكون ذلك اليوم عندما يخرج من الرماد الرجل المذنب ليحاكم؛ فاعفوا عنه يا رب يا رب يسوع الرحيم، امنحهم الراحة الأبدية. آمين. |